# Quartier des Enfants-Rouges
Le quartier des Enfants-Rouges est le 10e quartier administratif de Paris situé dans le 3e arrondissement.

## Histoire
Le quartier correspond à l'ancien quartier du Temple tel qu'il était délimité de 1702 à 1789 puis à la partie sud de ce quartier qui s'étendait de 1795 à 1859 au nord du boulevard du Temple.
Son territoire comprend :
- au nord-ouest, les terrains de l'ancien enclos du Temple, compris approximativement dans le quadrilatère entre la rue du Temple, la rue Béranger, la rue de Picardie et la rue de Bretagne lotis sous le Premier Empire.
- à son extrémité nord-ouest, une partie de l'ancienne couture du Temple viabilisée à la fin du XVIIe siècle avec ouverture de la rue de Vendôme actuelle rue Béranger.
- au sud-est, le quartier des Provinces de France créé au début du XVIIe siècle à l'initiative du roi Henri IV sur des terrains cédés en 1608 par le Grand Prieur du Temple.

- au sud de l'ancien enclos du Temple, la partie nord de la Ville-Neuve du Temple, lotissement du domaine des Templiers à la fin du XIIIe siècle et au  XIVe siècle.

Ce quartier tient son nom de l'hospice des Enfants-Rouges qui a été fondé par Marguerite de Valois-Angoulême, sœur de François Ier, au XVIe siècle. En 1536, Marguerite de Valois décide de créer un hôpital-orphelinat pour recevoir « des orphelins de père et de mère trouvés à l’hôtel-Dieu de Paris ». Contrairement à ce que rapporte une légende parfois imprimée, les orphelins de cet établissement n'étaient pas vêtus de rouge – la teinture carmin à base de cochenilles étant hors de prix – mais prirent le nom "d'enfants-rouges" parce qu'ils avaient en commun d'avoir tué leur mère en couche.
Situé sur l’emplacement de la rue du Grand-Chantier (maintenant une partie de la rue des Archives), cette institution ferme ses portes en 1772 et les orphelins sont transférés aux Enfants trouvés de l’île de la Cité. En souvenir de cet hôpital-orphelinat, le marché voisin du Marais du Temple devient à la fin du XVIIIe siècle le marché des Enfants-Rouges, ce qui donnera par la suite son nom à ce quartier du 3e arrondissement.

## Description

Les quartiers administratifs du 3e arrondissement.
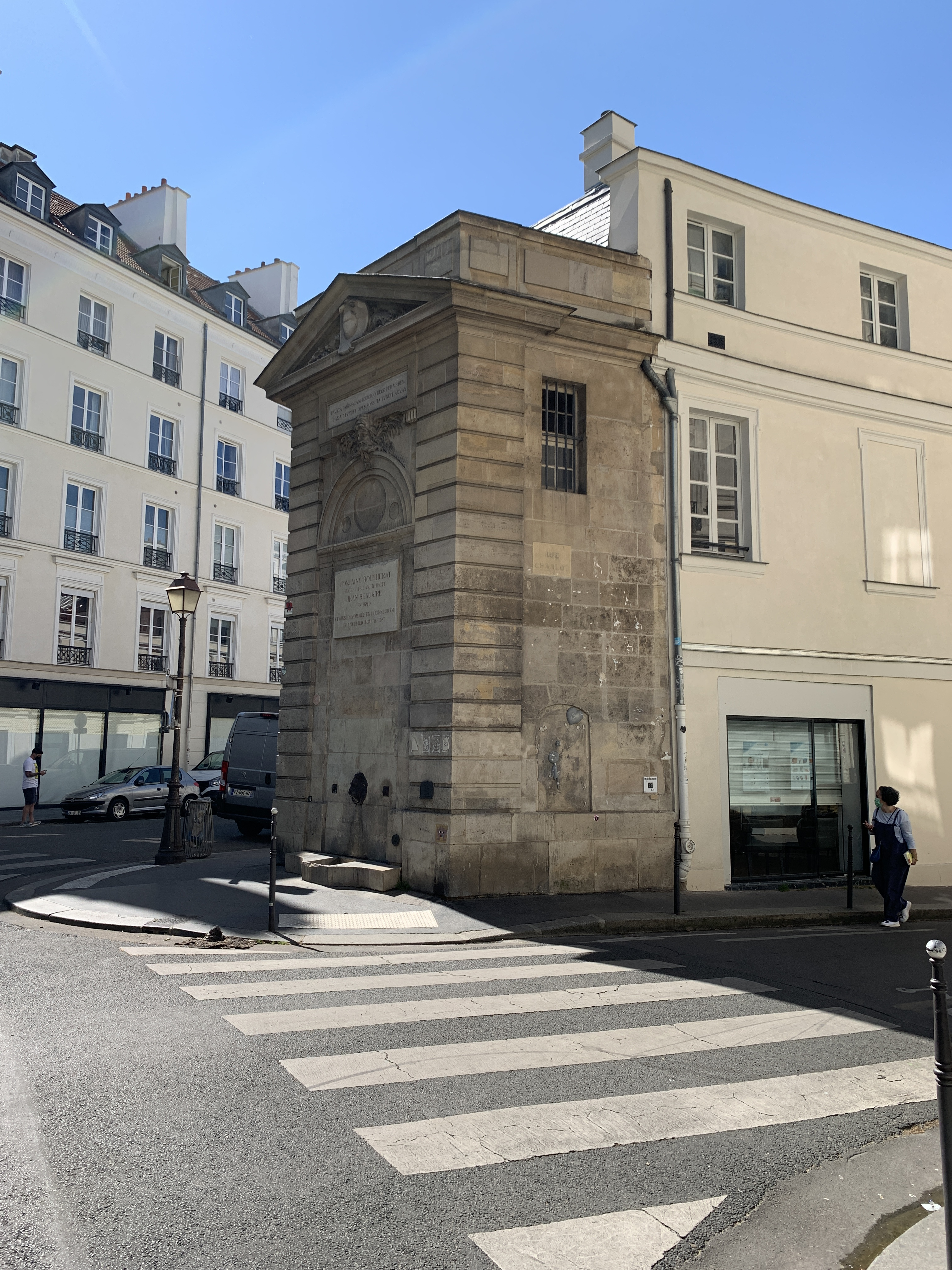
Fontaine Boucherat, de Jean Beausire, en hommage à Louis Boucherat, entre les rues de Turenne et Charlot.

Le quartier est délimité :
- à l'ouest, par la rue du Temple (limite avec le quartier des Arts-et-Métiers) ;
- au sud, par la rue Pastourelle, la rue du Poitou et la rue du Pont-aux-Choux (limite avec le quartier des Archives) ;
- à l'est par le boulevard des Filles-du-Calvaire et le boulevard du Temple (limite avec les quartiers Saint-Ambroise et de la Folie-Méricourt du 11e arrondissement) ;
- au nord par la place de la République (limite avec le quartier de la Folie-Méricourt du 11e arrondissement et le quartier de la Porte-Saint-Martin du 10e arrondissement).